# Mieczysław Malinowski (major)

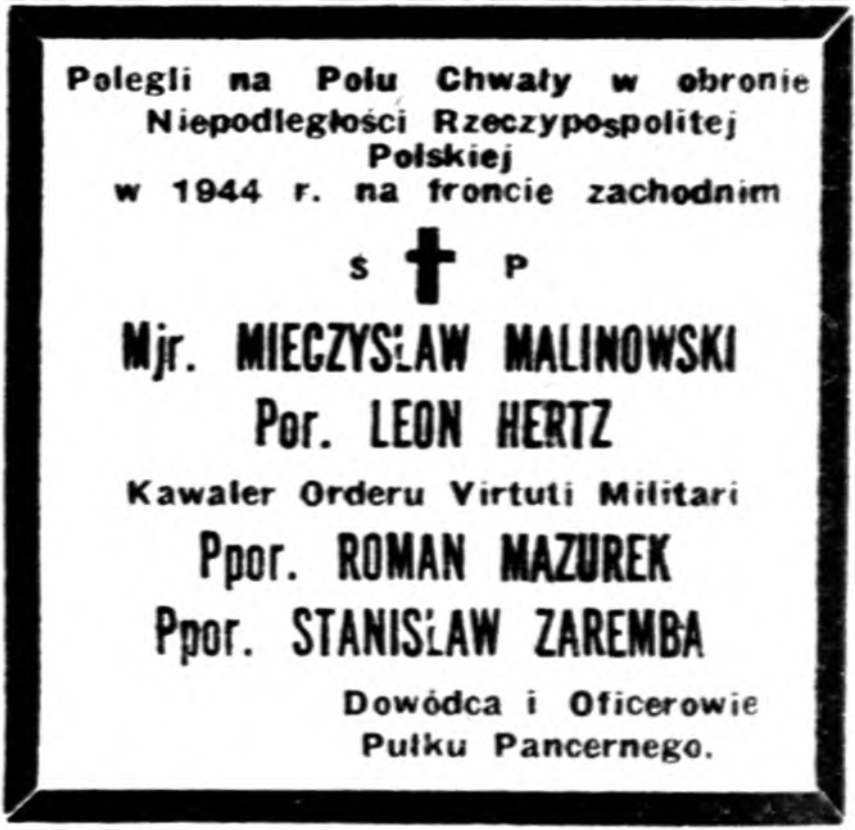
Nekrolog poległych na Zachodzie oficerów Polskich Sił Zbrojnych

Mieczysław Malinowski (ur. 20 grudnia 1902 w Emilczynie, zm. 9 sierpnia 1944 pod Falaise), oficer Wojska Polskiego, dowódca pociągu pancernego nr 53 „Śmiały”, zastępca dowódcy 1 pułku w 1 Dywizji Pancernej, odznaczony Srebrnym Krzyżem Orderu Virtuti Militari.

## Życiorys
Mieczysław był synem Ludwika Malinowskiego i Józefy z Kozierskich. Ukończył Oficerską Szkołę Artylerii im. gen. Józefa Bema w Toruniu (z lokatą 43). 15 sierpnia 1928 roku został mianowany podporucznikiem w korpusie oficerów artylerii i wcielony do 9 pułku artylerii ciężkiej. W 1932 roku odbył 6-miesięczny kurs oficerski w Centrum Wyszkolenia Broni Pancernych, po czym z dniem 1 sierpnia 1932 roku został służbowo przeniesiony do 2 dywizjonu pociągów pancernych. 
W roku 1939 w stopniu kapitana Mieczysław Malinowski był dowódcą pociągu pancernego nr 53 „Śmiały” oraz oficerem Mobilizacyjnego Ośrodka Broni. „Śmiały” został przydzielony do Wołyńskiej Brygady Kawalerii w składzie Armii „Łódź”. 27 sierpnia 1939 roku opuścił macierzystą stację Kraków Bonarka i od 1 września brał udział w walkach z najeźdźcą. Początkowo w bitwie pod Mokrą, wspierając piechotę i kawalerię w odparciu nieprzyjaciela i niszcząc przy tym niemieckie czołgi. Następnie przez Łódź udał się do Koluszek i dalej patrolował linię Skierniewice-Warszawa-Mińsk Mazowiecki. Rozkazem z 13 września 1939 roku za bitwę pod Mokrą „Śmiały” i jego dowódca otrzymali Krzyże Orderu Virtuti Militari V klasy. 14 września pociąg „Śmiały” osiągnął Brześć nad Bugiem, gdzie brał udział w odparciu czołgów nieprzyjaciela, a w dniach 16–18 września przez Łuck–Sienkiewiczówkę–Stojanów przejechał w rejon Lwowa. 
Po kapitulacji obrońców miasta wobec wojsk sowieckich (22 IX) dowódca zwolnił załogę, a sam przedarł się przez Słowację do Francji, a dalej do Anglii, służąc później w 1 Dywizji Pancernej gen. Maczka. W stopniu majora był zastępcą dowódcy 1 pułku pancernego. Zginął 9 sierpnia 1944 roku w czasie walk o wzgórze 140. Został pochowany na polskim cmentarzu wojennym w Grainville-Langannerie w Normandii. 
Żoną Mieczysława Malinowskiego była Anna, córka Wacława Szuniewicza i Marii z Lisowskich. Pobrali się 1 czerwca 1937 roku w Radziwiłłowie na Wołyniu, gdzie ojciec Anny prowadził praktykę komorniczą. Jedynym dzieckiem Anny i Mieczysława była Barbara Halina po mężu Mędrzycka (1938–2008).

## Odznaczenia
- Krzyż Srebrny Orderu Virtuti Militari (1939)
- Krzyż Walecznych – pośmiertnie[6]